# Wiwi Möller-Lindquist
Wiwi Aurora Frideborg Möller-Lindqvist, född 15 maj 1910 i Södra Sandsjö, Kronobergs län, död 1995, var en svensk målare och textilkonstnär. 
Hon var dotter till skogsförvaltaren Ludvig Möller och Frida Tjäder. Möller-Lindquist studerade vid Tekniska skolan i Stockholm 1931–1936 samt under studieresor till Tyskland, Tjeckoslovakien och Italien. Tillsammans med Elsie Dahlberg-Sundberg ställde hon ut på Galleri Brinken i Stockholm 1951 och separat ställde hon ut i bland annat Falköping och Norrköping. Hon medverkade i samlingsutställningar med Sveriges allmänna konstförening, Kulla-konsts utställningar i Höganäs, och Nordiska konstnärinnors utställningar på Liljevalchs konsthall. Hon tilldelades ett stipendium från Föreningen Svenska Konstnärinnor 1958. Bland hennes offentliga arbeten märks en renovering av en väggmålning på Stockholms slott. Hennes konst består av religiösa motiv och landskap från Gotland och Skåne i olika tekniker samt bildvävnader i textil. Möller-Lindqvist är representerad vid Försäkringsbolaget Svenska Liv och ICA-bolagets kontor i Stockholm.     